# Ecuadorianische Fußballnationalmannschaft
Die ecuadorianische Fußballnationalmannschaft ist die Auswahlmannschaft der Federación Ecuatoriana de Fútbol. Der erste ecuadorianische Fußballbund wurde am 30. Mai 1925 als Teil der Federación Deportiva Nacional del Ecuador gegründet und trat 1926 der FIFA und 1927 der CONMEBOL bei. Ihr erstes Länderspiel bestritt die Nationalmannschaft am 8. August 1938 in Bogotá gegen Bolivien im Rahmen der ersten Bolivarianischen Spiele 1938. Es endete 1:1.
Die Spieler tragen traditionell gelbe Trikots, blaue Hosen und rote Stutzen. Die Mannschaft belegte im April 2013 in der offiziellen FIFA-Weltrangliste mit dem 10. Rang ihre bisher beste Platzierung.

## Die jüngere Vergangenheit
Der Aufstieg der ecuadorianischen Nationalmannschaft zu einer der erfolgreichsten Südamerikas ist auf einen Prozess zurückzuführen, der Ende der 1980er Jahre mit der Verpflichtung des Montenegriners Dušan Drašković als Nationaltrainer begann, als moderne Strukturen in das Umfeld der Nationalmannschaft einzogen. 1994 gelang es Ecuador unter Drasković erstmals, eine der beiden großen Mannschaften Südamerikas zu besiegen, als die Tricolor am 25. Mai Argentinien mit 1:0 bezwang. Zur Qualifikationsrunde für die Weltmeisterschaft 1998 folgte der Kolumbianer Francisco Maturana Drasković nach. Die Tricolor machte unter Maturana weitere große Fortschritte in den Bereichen Taktik und mannschaftliche Geschlossenheit, wenn sie sich auch nicht für die Weltmeisterschaft in Frankreich qualifizieren konnte. 1996 erreichte die Mannschaft aber den ersten Sieg gegen Argentinien in einem offiziellen Turnier, mit einem 2:0 im WM-Qualifikationsheimspiel in Quito.
Auf Maturana folgte zunächst kurz (für die Copa América 1997) sein Co-Trainer Suárez, dann die Ecuadorianer Polo Carrera (1998) und Carlos Sevilla (1998–1999), die jedoch als Trainer nicht überzeugen konnten. Nachdem Ecuador bei der Copa América 1999 den letzten Platz belegt hatte, trat Sevilla zurück und mit Hernán Darío „El Bolillo“ Gómez wurde erneut ein Kolumbianer verpflichtet, der Maturanas Co-Trainer bei der kolumbianischen Nationalmannschaft gewesen war. Unter Gómez gelang es Ecuador erstmals, sich für eine Weltmeisterschaft zu qualifizieren, die WM 2002 in Japan und Südkorea. Gómez erreichte unter anderem, die zuvor oft gegeneinander arbeitenden Interessen der großen Vereine aus Quito und Guayaquil nun verstärkt für die Nationalmannschaft zusammenzuführen, und eine große Begeisterung im Land zu entfachen. Dazu trug ein Sieg über Brasilien (1:0 am 28. März 2000 in Quito durch ein Tor von Delgado), der erste in der ecuadorianischen Fußballgeschichte, bei.
Nach dem Rücktritt von Gómez nach dem enttäuschenden Abschneiden bei der Copa América 2004 in Peru (3 Niederlagen in 3 Spielen) wurde die Nationalmannschaft vom Kolumbianer Luis Fernando Suárez trainiert, der zuvor Trainer von SD Aucas in Quito war und bereits von 1994 bis 1997 mit der Nationalmannschaft gearbeitet hatte. Unter seiner Leitung erreichte Ecuador in der Qualifikation zur WM 2006 wieder unter anderem Siege gegen Brasilien und Argentinien und qualifizierte sich erneut für die WM. In Deutschland erreichte die Mannschaft dann erstmals das Achtelfinale, dank zweier herausragender Vorrundenspiele (2:0 gegen Polen und 3:0 gegen Costa Rica).
Suárez trat im November 2007 zurück, nachdem Ecuador bei der Copa América alle drei Vorrundenspiele verloren hatte und in die Qualifikation zur WM 2010 mit einer Heimniederlage gegen Venezuela und zwei hohen Niederlagen gegen Brasilien (0:5) und Paraguay (1:5) gestartet war. Interimistisch übernahm Sixto Vizuete das Traineramt, der im Frühjahr 2007 mit der U18-Nationalmannschaft Ecuadors den Fußballwettbewerb der Panamerikanischen Spiele gewonnen hatte. Am 26. Februar 2008 wurde er zum offiziellen Cheftrainer ernannt, nachdem unter anderem Verhandlungen mit Hernán Darío Gómez über seine Rückkehr nach Ecuador gescheitert waren. Ecuador verpasste durch den schlechten Start in die Qualifikationsrunde und zwei Niederlagen gegen Uruguay und Chile an den letzten beiden Spieltagen seine dritte WM-Qualifikation in Folge knapp und nahm daher nicht an der Weltmeisterschaft in Südafrika teil.

## Internationale Turniere

### Fußball-Weltmeisterschaften
Ecuador nahm erstmals an der Qualifikation zur Fußball-Weltmeisterschaft 1962 in Chile teil, scheiterte aber an Argentinien. Bei der Qualifikation zur Weltmeisterschaft 1966 wäre die Mannschaft beinahe erfolgreich gewesen, verlor aber das letzte Spiel, ein Entscheidungsspiel in Lima, mit 1:2 gegen Chile. Dennoch galt jene Mannschaft um Alberto Spencer, Washington Muñoz, Carlos Alberto Raffo, Enrique Raymondi und Jorge Bolaños lange als die beste Mannschaft, die Ecuador je hatte. Es sollte bis zur Weltmeisterschaft 2002 dauern, ehe Ecuador sich erstmals für eine WM qualifizieren konnte.
| 1930 in Uruguay        | nicht teilgenommen |
| 1934 in Italien        | nicht teilgenommen |
| 1938 in Frankreich     | nicht teilgenommen |
| 1950 in Brasilien      | nicht teilgenommen |
| 1954 in der Schweiz    | nicht teilgenommen |
| 1958 in Schweden       | nicht teilgenommen |
| 1962 in Chile          | nicht qualifiziert |
| 1966 in England        | nicht qualifiziert |
| 1970 in Mexiko         | nicht qualifiziert |
| 1974 in Deutschland    | nicht qualifiziert |
| 1978 in Argentinien    | nicht qualifiziert |
| 1982 in Spanien        | nicht qualifiziert |
| 1986 in Mexiko         | nicht qualifiziert |
| 1990 in Italien        | nicht qualifiziert |
| 1994 in den USA        | nicht qualifiziert |
| 1998 in Frankreich     | nicht qualifiziert |
| 2002 in Südkorea/Japan | Vorrunde           |
| 2006 in Deutschland    | Achtelfinale       |
| 2010 in Südafrika      | nicht qualifiziert |
| 2014 in Brasilien      | Vorrunde           |
| 2018 in Russland       | nicht qualifiziert |
| 2022 in Katar          | Vorrunde           |

#### Weltmeisterschaft 2002 in Japan und Südkorea
Der bis dahin größte Erfolg der ecuadorianischen Nationalmannschaft war die erstmalige Qualifikation zur Fußball-Weltmeisterschaft 2002 in Japan und Südkorea. Hier verlor man gegen Italien und Mexiko und besiegte Kroatien durch ein Tor von Edison Méndez mit 1:0.

#### Weltmeisterschaft 2006 in Deutschland
Ecuador hatte sich zur Weltmeisterschaft 2006 in Deutschland als Dritter der Südamerika-Qualifikation hinter Argentinien und Brasilien qualifiziert. Nach zwei Siegen gegen Polen (2:0) und Costa Rica (3:0) war die Mannschaft vor dem abschließenden Spiel gegen Gastgeber Deutschland, das mit einer nicht nur aus Stammspielern bestehenden Mannschaft 0:3 verloren wurde, Tabellenführer ihrer Gruppe und bereits für das Achtelfinale qualifiziert. Das erstmalige Erreichen der K.O.-Runde wurde international als Überraschung gewertet.
Im Achtelfinale unterlag Ecuador der Mannschaft aus England mit 0:1 (0:0) und schied aus. Die Mannschaft stand sicher in der Defensive. Nach einer Stunde entschied David Beckham durch einen Freistoß das Spiel. Das Erreichen des Achtelfinals ist der größte Erfolg der Nationalmannschaft bei Weltmeisterschaften.
Die Mannschaft gastierte während der Weltmeisterschaft im unterfränkischen Bad Kissingen.

### Copa América
Darüber hinaus erreichte Ecuador zweimal Platz vier bei den jeweils im eigenen Land ausgetragenen Turnieren um die Copa América 1959 und 1993.

## Aktueller Kader
Für den Kader bei der Fußball-Weltmeisterschaft 2022, siehe:

## Spieler
Bekannte aktuelle Spieler sind die Verteidiger Iván Hurtado (Rekordnationalspieler und Mannschaftskapitän, Deportivo Quito) und Néicer Reasco (LDU Quito), die Mittelfeldspieler Antonio Valencia (LDU Quito), Edison Méndez (Atlético Mineiro) und Segundo Castillo (Deportivo Quito) sowie die Stürmer Carlos Tenorio (Al-Nasr), Joffre Guerrón (Athletico Paranaense). Die meisten derzeitigen Spieler der Nationalmannschaft sind Afroecuadorianer und stammen zu einem Großteil aus der Provinz Esmeraldas und dem kleinen Chota-Tal bzw. aus von dort in größere Städte gewanderten Familien.
Mittelfeldregisseur Álex Aguinaga, der herausragende Akteur der vergangenen beiden Jahrzehnte, erklärte 2004 seinen Rücktritt aus der Nationalmannschaft und beendete Ende 2005 seine Fußballerkarriere. Agustín Delgado, der in Deutschland bekannteste ecuadorianische Fußballer, trat nach der Weltmeisterschaft 2006 aus der Nationalmannschaft zurück. Iván Kaviedes spielte bis 2011 in der Nationalmannschaft.
Als bester ecuadorianischer Fußballer aller Zeiten gilt Alberto Spencer, der in den sechziger Jahren als Torjäger der uruguayischen Vereinsmannschaft Peñarol Montevideo große Erfolge feierte. Er ist noch immer mit Abstand der Rekordtorjäger der Copa Libertadores und gewann unter anderem 1966 den Weltpokal. Er bestritt elf Länderspiele für Ecuador, in denen er vier Tore erzielte.

## Rekordspieler
(Stand: 19. November 2024)
| Rekordspieler | Rekordspieler       | Rekordspieler | Rekordspieler |
| Spiele        | Spieler             | Zeitraum      | Tore          |
| ------------- | ------------------- | ------------- | ------------- |
| 168           | Iván Hurtado        | 1992–2014     | 5             |
| 122           | Walter Ayoví        | 2001–2017     | 8             |
| 112           | Edison Méndez       | 2000–2014     | 18            |
| 109           | Álex Aguinaga       | 1987–2004     | 23            |
| 101           | Ulises de la Cruz   | 1995–2010     | 6             |
| 100           | Luis Capurro        | 1985–2003     | 1             |
| 99            | Antonio Valencia    | 2004–2019     | 11            |
| 95            | Enner Valencia      | 2012–         | 44            |
| 90            | Giovanny Espinoza   | 2000–2012     | 3             |
| 88            | Segundo Castillo    | 2003–2016     | 9             |
| 88            | José Cevallos       | 1994–2009     | 0             |
| 86            | Cléber Chalá        | 1992–2004     | 6             |
| 83            | Christian Noboa     | 2009–2021     | 4             |
| 78            | Alexander Domínguez | 2011–         | 0             |
| 78            | Edwin Tenorio       | 1998–2007     | 0             |

## Trainer
- Ernesto Guerra (1970)
- Roberto Resquín (1973)
- Antoninho Ferreira (1984–1985)
- Dušan Drašković (1988–1993)
- Francisco Maturana (1995–1997)
- Carlos Sevilla (1999)
- Hernán Darío Gómez (1999–2004)
- Luis Fernando Suárez (2004–2007)
- Sixto Vizuete (2007–2010)
- Reinaldo Rueda (2010–2014)
- Sixto Vizuete (2014–2015)
- Gustavo Quinteros (2015–2017)
- Jorge Célico (2017–2018)
- Hernán Darío Gómez (2018–2019)
- Jorge Célico (2019–2020)
- Jordi Cruyff (2020)
- Gustavo Alfaro (2020–2022)
- Félix Sánchez (seit 2023)

## Heimstärke
Die meisten Heimspiele, darunter die Heimspiele in der WM-Qualifikation, trägt die Mannschaft im Estadio Olímpico Atahualpa im 2.850 m hohen Quito aus. Auch der alternative auf Meereshöhe gelegene Spielort Guayaquil bietet mit seinem tropisch-schwülen Klima einen klimatischen Heimvorteil. Von den bisher (Stand: Oktober 2023) 175 im eigenen Land ausgetragenen Länderspielen fanden 98 in Quito und 61 in Guayaquil statt, wobei alle Heimspiele vor 1970 in Guayaquil ausgetragen wurden. Je weniger als vier Spiele fanden an anderen Orten in Ecuador statt.
Im Atahualpa-Stadion von Quito gelang der ecuadorianischen Nationalmannschaft in den letzten Jahren das seltene Kunststück, Brasilien zweimal in WM-Qualifikationsspielen zu besiegen: Am 28. März 2001 und am 17. November 2004 jeweils mit 1:0. Am 4. Juni 2005 und am 10. Juni 2009 bezwangen sie darüber hinaus in Quito Argentinien jeweils mit 2:0.
Der Heimvorteil war Mitte 2007 durch einen Beschluss des 57. Kongresses der FIFA bedroht, der Austragungen von internationalen Partien in mehr als 2500 m Höhe untersagte. Ende Juni 2007 wurde jedoch mitgeteilt, die Höhengrenze werde auf 3000 m gesetzt, so dass Spiele in Quito wie auch in Cuenca (2532 m) oder Riobamba (2734 m) weiterhin möglich sein sollten. Andernfalls hätten nicht nur die Nationalmannschaft, sondern auch Topvereine aus Quito, Cuenca etc. in internationalen Wettbewerben nicht in ihren Stadien spielen können. Einer im Dezember 2007 erlassenen Bestimmung nach dürfen aber Spiele nur noch in einer Höhe von über 2750 m ausgetragen werden, wenn die Spieler genügend Möglichkeiten zur Akklimatisierung hatten, was im modernen Profifußball für etwa brasilianische oder argentinische Spieler nicht der Fall sein dürfte. Daraufhin wurde die Höhe der Stadien in Quito erneut vermessen. Das Nationalstadion Atahualpa in Quito befindet sich demnach auf einer Höhe von 2783 m, während das ebenfalls in Quito befindliche Estadio Rodrigo Paz Delgado des Spitzenclubs LDU Quito mit 2735 m unter der Höhengrenze liegt. Das Atahualpa-Stadion wurde aber vom südamerikanischen Verband als ecuadorianische Austragungsstätte für Heimspiele zugelassen.

## Spiele gegen deutschsprachige Nationalmannschaften
| Datum            | Ort           | Heimmannschaft | Resultat | Gastmannschaft |
| ---------------- | ------------- | -------------- | -------- | -------------- |
| 18. Februar 1973 | Quito         | Ecuador        | 1:1      | DDR            |
| 6. Februar 1985  | Guayaquil     | Ecuador        | 2:3      | DDR            |
| 10. Februar 1985 | Quito         | Ecuador        | 3:2      | DDR            |
| 20. Juni 2006    | Berlin        | Deutschland    | 3:0      | Ecuador        |
| 29. Mai 2013     | Boca Raton () | Ecuador        | 2:4      | Deutschland    |
| 15. Juni 2014    | Brasília ()   | Schweiz        | 2:1      | Ecuador        |